# Marek Wilhelm Barański
Marek Wilhelm Barański – polski specjalista w zakresie fagotu, dr hab. sztuk muzycznych, profesor nadzwyczajny Katedry Instrumentów Dętych i Perkusji Wydziału Wokalnego i Instrumentalnego Akademii Muzycznej im. Karola Szymanowskiego w Katowicach.

## Życiorys
Jest absolwentem Akademii Muzycznej im. Karola Szymanowskiego w Katowicach w klasie fagotu u prof. Wiktora Osadzina. Obronił pracę doktorską, 21 czerwca 2011 habilitował się na podstawie pracy. 8 stycznia 2019 nadano mu tytuł profesora w zakresie sztuk muzycznych. Objął funkcję profesora nadzwyczajnego w Katedrze Instrumentów Dętych i Perkusji na Wydziale Wokalnym i Instrumentalnym Akademii Muzycznej im. Karola Szymanowskiego w Katowicach.